# Conus cowlitzensis
Conus cowlitzensis é uma espécie de gastrópode do gênero Conus, pertencente a família Conidae.